# Екраноплан
Екранопланът е разработка на Съветската армия от времето на Студената война. Бойната машина наподобява много на реактивен самолет, който се движи над водата като използва за това реактивни двигатели.
От всички модели екраноплани само петте произведени екраноплана „Орльонок“ влизат в състава на авиацията на ВМФ на СССР и на тяхна основа е формирована 11-а отделна авиогрупа. След 1984 г. производството на „Орльонок“ е прекратено.
Корабостроителната компания „Аэроход“ (Нижни Новгород) през 2014 г. провеждане на тестове на едноместни модели на кораби на въздушна възглавница с аеродинамичен разтоварване на „Тунгус“ (экраноплан с въздушна възглавница). За резултатите от изпитването е планирано да започне проектирането и изграждането на машини с капацитет от 4 до 70 пътници.